# Campeonato Cearense de Futebol de 2024 - Série B
O Campeonato Cearense de Futebol de 2024 - Série B (oficialmente, Campeonato Cearense da Série B 2024) foi a 32.ª edição do torneio, organizado pela Federação Cearense de Futebol, que iniciou no dia 17 de fevereiro. Inicialmente seria disputado por dez clubes, no entanto, a equipe do Guarany de Sobral foi suspensa devido a derrotas por W.O. na Copa Fares Lopes de 2023.
A atual edição conta com os retornos de Pacajus e Guarani de Juazeiro, vindos da primeira divisão, e Maranguape e Cariri, vindos da Série C. A equipe campeã e a vice-campeã ascenderão para a Série A de 2025. O Pacajus, recém rebaixado da Série A, encerrou a competição na lanterna e jogará a terceira divisão de 2025.

## Regulamento
Conforme divulgado pela FCF, o campeonato contará com 4 (quatro) fases, sendo elas: Primeira Fase, Segunda Fase, Terceira Fase e Final. Na Primeira Fase os nove clubes serão agrupados em um único grupo onde todos se enfrentam em partidas de ida. Ao término dos confrontos, o 1º e 2º colocados avançam diretamente para a Terceira Fase e os clubes entre a 3ª e 6ª colocação avançam para a Segunda Fase. O clube na última colocação estará rebaixado para a Série C de 2025. Na Segunda Fase os clubes se enfrentarão em partidas de Ida e Volta de acordo com a colocação na fase anterior, ficando o chaveamento da seguinte forma: 3º x 6º e 4º x 5º. As equipes vencedoras dos confrontos, respectivamente, enfrentarão o 1º e 2º colocados em partidas de ida e volta na Terceira Fase. Os vencedores dos confrontos se enfrentarão em jogo único para definir o Campeão Cearense da Série B de 2024. Ambos os clubes serão premiados com a promoção à elite estadual de 2025.
Os critérios de empate em ambas as fases são:
1. Maior número de vitórias;
2. Maior saldo de gols;
3. Maior número de gols pró;
4. Menor número de cartões vermelhos recebidos;
5. Menor número de cartões amarelos recebidos;
6. Sorteio.

## Participantes
| Equipe | Cidade            | Em 2023       | Estádio (mando)   | Capacidade | Títulos               |
| --- | ----------------- | ------------- | ----------------- | ---------- | --------------------- |
| Cariri Football Club | Juazeiro do Norte | 2º (Série C)  | Mirandão          | 10 000     | 0 (não possui)        |
| Guarani Esporte Clube | Juazeiro do Norte | 10º (Série A) | Arena Romeirão    | 17 230     | 2 (2004 e 2006)       |
| Associação Desportiva Recreativa Cultural Icasa                                                                              | Juazeiro do Norte | 3º            | Arena Romeirão    | 17 230     | 3 (2003, 2010 e 2020) |
| Itapipoca Esporte Clube | Itapipoca         | 5º            | Perilão           | 10 000     | 2 (2002 e 2013)       |
| Maranguape Futebol Clube | Maranguape        | 1º (Série C)  | Moraisão          | 5 000      | 0 (não possui)        |
| Pacajus Esporte Clube | Pacajus           | 9º (Série A)  | Ronaldão          | 3 000      | 0 (não possui)        |
| Associação dos Desportistas de Pacatuba                                                                                      | Pacatuba          | 6º            | Moraisão          | 5 000      | 0 (não possui)        |
| Associação Esportiva Tiradentes                                                                                              | Fortaleza         | 8º            | Presidente Vargas | 20 268     | 2 (1968 e 2015)       |
| Centro de Formação de Atletas Tirol                                                                                          | Fortaleza         | 7º            | Presidente Vargas | 20 268     | 0 (não possui)        |
| Cariri Guarani de Juazeiro Icasa Pacatuba Pacajus Itapipoca Maranguape Tiradentes-CE TirolLocalização das equipes do estado. |                   |               |                   |            |                       |

## Primeira Fase

### Classificação
| Pos | Equipe              | Pts | J | V | E | D | GP | GC | SG  | Classificação ou descenso   |     | ICA | TRL | ITA | CAR | GUA | TIR | MAR | PCT | PAC |
| --- | ------------------- | --- | - | - | - | - | -- | -- | --- | --------------------------- | --- | --- | --- | --- | --- | --- | --- | --- | --- | --- |
| 1   | Icasa               | 17  | 8 | 5 | 2 | 1 | 12 | 6  | +6  | Semifinais                  |     | —   | 3–1 |     | 1–0 |     |     | 0–1 |     | 2–2 |
| 2   | Tirol               | 16  | 8 | 5 | 1 | 2 | 11 | 7  | +4  | Semifinais                  |     |     | —   | 0–1 | 2–1 | 1–0 |     | 4–1 |     |     |
| 3   | Itapipoca           | 16  | 8 | 4 | 4 | 0 | 11 | 6  | +5  | Quartas de finais           |     | 1–1 |     | —   |     | 3–2 | 0–0 |     |     | 3–2 |
| 4   | Cariri              | 12  | 8 | 3 | 3 | 2 | 11 | 6  | +5  | Quartas de finais           |     |     |     | 0–0 | —   | 1–1 |     | 1–0 | 5–0 |     |
| 5   | Guarani de Juazeiro | 9   | 8 | 2 | 3 | 3 | 8  | 8  | 0   | Quartas de finais           |     | 0–1 |     |     |     | —   | 1–1 |     | 2–0 | 1–0 |
| 6   | Tiradentes-CE       | 7   | 8 | 1 | 4 | 3 | 6  | 9  | −3  | Quartas de finais           |     | 1–3 | 0–1 |     | 1–1 |     | —   |     |     | 1–1 |
| 7   | Maranguape          | 7   | 8 | 1 | 4 | 3 | 5  | 9  | −4  |                             |     |     |     | 1–1 |     | 1–1 | 0–1 | —   | 0–0 |     |
| 8   | Pacatuba            | 5   | 8 | 1 | 2 | 5 | 2  | 12 | −10 |                             | 0–1 | 0–1 | 0–2 |     |     | 2–1 |     | —   |     |     |
| 9   | Pacajus             | 5   | 8 | 0 | 5 | 3 | 8  | 11 | −3  | Rebaixado à Série C de 2025 |     |     | 1–1 |     | 1–2 |     |     | 1–1 | 0–0 | —   |

## Segunda fase
Em itálico, os clubes que jogarão o jogo da ida como mandante. Em negrito, os classificados.
| Equipe 1            | Total       | Equipe 2  | 1.º jogo | 2.º jogo |
| ------------------- | ----------- | --------- | -------- | -------- |
| Tiradentes-CE       | 2–5         | Itapipoca | 1–2      | 2–3      |
| Guarani de Juazeiro | 1–1 (2–3 p) | Cariri    | 0–0      | 1–1      |

## Terceira fase
Em itálico, os clubes que jogarão o jogo da ida como mandante. Em negrito, os classificados.
| Equipe 1  | Total | Equipe 2 | 1.º jogo | 2.º jogo |
| --------- | ----- | -------- | -------- | -------- |
| Cariri    | 2–1   | Icasa    | 2–1      | 0–0      |
| Itapipoca | 4–6   | Tirol    | 2–2      | 2–4      |

## Final
| 27 de abril de 2024 | Tirol | 3 – 0 | Cariri | Estádio Presidente Vargas, Fortaleza |
| 16:00               |       |       |        |                                      |

## Premiação

### Campeão
| Campeão Cearense - Série B 2024 |
| ------------------------------- |
| Tirol Campeão (1.º título)      |

## Estatísticas

### Artilharia
| Gols | Jogador        | Time                |
| ---- | -------------- | ------------------- |
| 7    | Tiaguinho      | Cariri              |
| 6    | Valtinho       | Itapipoca           |
| 5    | Claudinho      | Icasa               |
| 3    | Dalvan         | Cariri              |
| 3    | Índio Potiguar | Itapipoca           |
| 3    | Isac           | Pacajus             |
| 3    | Junnior Batata | Icasa               |
| 3    | Kaká           | Guarani de Juazeiro |
| 3    | Veraldo        | Tirol               |
| 3    | Vitor Ribeiro  | Itapipoca           |

## Classificação geral
| Pos | Equipe              | Pts | J  | V | E | D | GP | GC | SG  | Classificado                               |
| --- | ------------------- | --- | -- | - | - | - | -- | -- | --- | ------------------------------------------ |
| 1   | Tirol               | 23  | 11 | 7 | 2 | 2 | 20 | 11 | +9  | Campeão e promovido à Série A de 2025      |
| 2   | Cariri              | 16  | 11 | 4 | 4 | 3 | 13 | 10 | +3  | Vice-campeão e promovido à Série A de 2025 |
| 3   | Icasa               | 18  | 10 | 5 | 3 | 2 | 13 | 8  | +5  | Eliminados nas Semifinais                  |
| 4   | Itapipoca           | 17  | 10 | 4 | 5 | 1 | 15 | 12 | +3  | Eliminados nas Semifinais                  |
| 5   | Guarani de Juazeiro | 11  | 10 | 2 | 5 | 3 | 9  | 9  | 0   | Eliminados nas Quartas de finais           |
| 6   | Tiradentes-CE       | 7   | 10 | 1 | 4 | 5 | 8  | 14 | −6  | Eliminados nas Quartas de finais           |
| 7   | Maranguape          | 7   | 8  | 1 | 4 | 3 | 5  | 9  | −4  |                                            |
| 8   | Pacatuba            | 5   | 8  | 1 | 2 | 5 | 2  | 12 | −10 |                                            |
| 9   | Pacajus             | 5   | 8  | 0 | 5 | 3 | 8  | 11 | −3  | Rebaixado à Série C de 2025                |